# Camioneros de Coslada 2017
Questa voce raccoglie le informazioni riguardanti i Camioneros de Coslada nelle competizioni ufficiali della stagione 2017.

## LNFA Serie C 2017

### Playoff
| Coslada 7 maggio 2017 | Camioneros de Coslada | 38 – 0 | Granada Lions |  |

| 21 maggio 2017 | Camioneros de Coslada | 40 – 0 | Alicante Sharks |  |

## LMFA9 2017

### Stagione regolare
| Coslada 15 gennaio 2017, ore 12:00 | Camioneros de Coslada | 45 – 0 | Alcorcón Smilodons | Polideportivo Valleaguado |

| Madrid 28 gennaio 2017, ore 19:30 | Toros de Madrid | 17 – 43 | Camioneros de Coslada | Centro Deportivo Municipal de Vicálvaro |

| Alcobendas 11 febbraio 2017, ore 12:00 | Osos de Rivas | 0 – 48 | Camioneros de Coslada | Polideportivo Municipal Jose Caballero |

| Coslada 26 febbraio 2017, ore 12:00 | Camioneros de Coslada | 51 – 0 | Madrid Capitals | Polideportivo Valleaguado |

| Coslada 12 marzo 2017, ore 12:00 | Camioneros de Coslada | 46 – 0 | Tres Cantos Jabatos | Polideportivo Valleaguado |

| Coslada 26 marzo 2017, ore 12:00 | Camioneros de Coslada | 49 – 17 | Majadahonda Wildcats | Polideportivo Valleaguado |

| Guadalajara 9 aprile 2017, ore 17:00 | Guadalajara Stings | 0 – 1 (a tavolino) | Camioneros de Coslada | Campo de Fútbol Municipal Pedro Escartín |

## XXII Copa de España

### Fase a eliminazione diretta
| Coslada 12 novembre 2017, ore 13:30 | Camioneros de Coslada | 0 – 13 referto | Las Rozas Black Demons | Polideportivo Valleaguado |

## Statistiche di squadra
| Competizione            | %Vittorie | In casa | In casa | In casa | In casa | In casa | In casa | In trasferta | In trasferta | In trasferta | In trasferta | In trasferta | In trasferta | Totale | Totale | Totale | Totale | Totale | Totale |
| Competizione            | %Vittorie | G       | V       | N       | P       | Pf      | Ps      | G            | V            | N            | P            | Pf           | Ps           | G      | V      | N      | P      | Pf     | Ps     |
| ----------------------- | --------- | ------- | ------- | ------- | ------- | ------- | ------- | ------------ | ------------ | ------------ | ------------ | ------------ | ------------ | ------ | ------ | ------ | ------ | ------ | ------ |
| LNFA-C Playoff          | 1.000     | 2       | 2       | 0       | 0       | 78      | 0       | 0            | 0            | 0            | 0            | 0            | 0            | 2      | 2      | 0      | 0      | 78     | 0      |
| LMFA9 Stagione regolare | 1.000     | 4       | 4       | 0       | 0       | 191     | 17      | 3            | 3            | 0            | 0            | 92           | 17           | 7      | 7      | 0      | 0      | 283    | 34     |
| Coppa                   | .000      | 1       | 0       | 0       | 1       | 0       | 13      | 0            | 0            | 0            | 0            | 0            | 0            | 1      | 0      | 0      | 1      | 0      | 13     |
| Totale                  | .900      | 7       | 6       | 0       | 1       | 269     | 30      | 3            | 3            | 0            | 0            | 92           | 17           | 10     | 9      | 0      | 1      | 361    | 47     |